# Melcior Domenge i Antiga
Melcior Domenge i Antiga (Olot, 10 de maig de 1871 - Olot, 23 d'octubre de 1939), nascut en una casa humil, esdevingué pintor i pessebrista català.
Es formà a l'Escola d'Art d'Olot, posteriorment a l'Escola de Belles Arts de Barcelona i va ser pensionat en dos cursos per la Diputació de Girona. El president del tribunal que decidí atorgar-li la pensió fou el pintor i diputat provincial Joaquim Vayreda. Domenge fou alumne preferit de Vayreda, a qui preparà sovint els quadres. "...aquest ajut es traduïa sovint en el fet que Vayreda donava les pinzellades finals a la pintura a l'oli." Al 1888, als 17 anys, va exposar a la Sala Parés i va vendre 19 quadres.
Fou mestre de l'Escola d'Art d'Olot i representant de l'escola d'Olot, conreà el paisatge i la pintura religiosa. Esdevingué un pintor d'èxit que realitzà nombroses exposicions tant a Madrid com a Barcelona i rebé guardons com la medalla de l'Exposició Internacional de Belles Arts de Barcelona de 1907. L'any 1942 va exposar a l'Acadèmia de Belles Arts de Sabadell.
Va començar a fer figures de pessebre d'infant. Era amic de Miquel Blay i Fàbrega, i ambdós feien figures de fang, que coïen al forn de l'obrador de pa del seu pare. Un cop cuites, les pintaven i les venien per cinc o deu cèntims. Pels volts de 1891 junt al seu germà Magí es varen fer amb la propietat de l'obrador de figures de més tradició pessebrista d'Olot. Es van dedicar a la producció de figures de motlle. La seva paleta de colors era molt viva, pintant les cares d'una manera molt peculiar. L'any 1933 varen traspassar el seu taller, que portava el nom de “La Hebrea”.